# Drupadia moorei
Drupadia moorei är en fjärilsart som beskrevs av William Lucas Distant 1882. Drupadia moorei ingår i släktet Drupadia och familjen juvelvingar. Inga underarter finns listade i Catalogue of Life.